# Антоанета Топалова
Антоанета Иванова Топалова е български архитект, специалист по градоустройство и опазване на културното наследство, бивш главен архитект на Пловдив и Смолян, бивш общински съветник на град Пловдив, застъпник и един от двигателите за запазване на квартал Капана.
Антоанета Топалова е родена на 12.02.1938 г. в с. Орешник, община Тополовград. Баща ѝ е скулпторът Иван Топалов, а майка ѝ – преподавателката Гина Топалова. Омъжена е за доц. д-р Ованес Кафеджиян. Израснала е и живее в Стария град на Пловдив.
През 1955 г. Топалова завършва средно образование в хуманитарна гимназия в гр. Пловдив, през 1961 г. висше образование – архитектура в ИСИ София. Топалова има сертификат на Министерство на Културата за НКН. Член е на професионалните организации Съюз на архитектите в България (САБ), Камара на архитектите в България (КАБ) и „Български национален комитет на Международния съвет за паметниците на културата и забележителните места“ (БНК на ИКОМОС).

## Образование
Арх. Топалова специализира:

- 1972 г. в Технически университет Дрезден – линеарни селищни структури
- 1980 г. ВИАС гр. София – териториално устройство
- 1995 г. гр. Дижон, Франция – опазване и развитие на историческите зони в градовете
- 2009 г. гр. Берн, Швейцария – конверсия на градски територии в големи и средни градове

## Професионална кариера
Професионалната биография на арх. Топалова включва
- от 1964 до 1984 г. – Проектантска дейност в Проектантска организация Пловдив (РПО, ТПО) – Проектант и ръководител на градоустройствен отдел, член в екипа, който проектира новия жилищен квартал на Пловдив – „Тракия“.
- от 1984 до 1988 г. – Главен специалист в Окръжен съвет – Пловдив.
- от 1988 до 1990 г. – Главен архитект на Община Родопи.
- от 1990 до 1992 г. – Главен архитект на Община Пловдив.
- от 1992 до 1993 г. – Директор ОФ „Генплан“ – гр. Пловдив.
- от 2004 до 2011 г. – Главен архитект на Община Смолян.
- от 1993 до настоящия момент – Управител „УРБА-А“ ООД.

## По-значими творчески постижения в екипи
- Генерален план (ОГП) – гр. Пловдив – 1985 г. с приз за „високо качество" от Върховен експертен съвет.
- Генерален план (ОГП) – гр. Смолян – 1972 г.
- Генерален план (ОГП) – гр. Хасково – 1975 г.
- Генерален план (ОГП) – гр. Габрово – 1977 г.
- Генерален план (ОГП) – гр. Сливен – 1977 г.
- Генерален план (ОГП) – гр. Хисаря – 1980 г.
- Концепция за ОУП – гр. Хасково – 2007 г.
- Подробни устройствени планове на градовете Смолян, Габрово, Хасково, Ямбол, Сливен, Пловдив, Хисаря и други.

Има множество публикации и интервюта в професионални и широкоспектърни регионални, национални и чуждестранни издания. Участник е в многобройни национални, регионални и международни обсъждания, кръгли маси, експертни съвети и други. Експертната ѝ дейност включва членство във Върховен съвет по Териториално градоустройство и архитектура – гр. София (1985 – 1989) и на ОЕСУТ, в продължение на 10 години; Висш експертен съвет по териториално и селищно устройство (1989 – 1993); Управителен съвет на КАБ – три мандата до 2007 г.; Управителен съвет на САБ – три мандата до 2010 г.; Член на Управителен съвет на КАБ – РК гр. Пловдив – 2015 г.

## Премирани участия в национални и международни конкурси
- Център – гр. Пловдив, 1968 г. – III премия (международен конкурс, участие в екип)
- Център – гр. Смолян, 1974 г. – II премия (международен конкурс, участие в екип)
- Устройствен план и схеми квартал „Капана“ (Световно бианале на архитектурата) – 1985 г. – сребърен медал и диплом от кмета на Мадрид
- Център – гр. Карнобат, 1986 г. – II премия
- Център – гр. Лайпциг, 1989 г. (международен конкурс), диплом
- Южен парк – гр. София, 1992 г. – III премия
- Жилищен район – гр. Казанлък, 1992 г. – II премия
- Разширение на ПУ „Паисий Хилендарск (национален), 1995 г. – I премия
- Преустройство на Централни хали в Археологически музей гр. Пловдив, 1997 г. – I премия и Диплом от трето биенале на МСА (Международен съюз на архитектите)
- Пешеходна зона – гр. Пловдив, 2000 г. – II премия
- Център гр. Перущица, 2001 г. – II премия
- Концепция за ОУП – гр. Хасково, 2007 г. – III премия.